# Міфологія всесвіту Зоряних брам

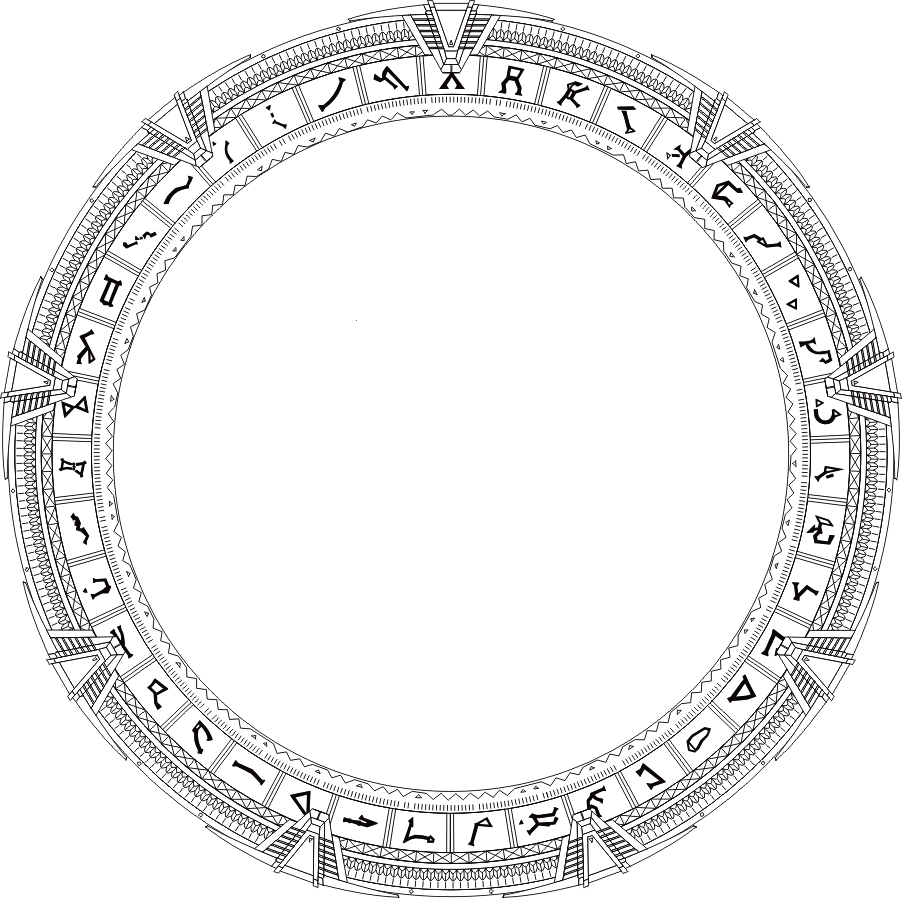
Схема Зоряної брами — ключового об'єкту франшизи

Міфологія Зоряної брами — це сукупність псевдоміфів і фантастичних допущень, що лежать в основі науково-фантастичної франшизи «Зоряна брама». Франшиза використовує власні інтерпретації міфів Давнього Єгипту (початково), Греції, Артуріани, в меншій мірі Китаю, Японії, слов'янської міфології. Крім того важливе місце відведене міфам сучасної масової культури: НЛО, генетичні експерименти, таємні урядові організації, сценарії повстання машин, «сірого слизу».
Згідно фільмів і телесеріалів франшизи, земляни знайшли іншопланетний пристрій під назвою Зоряна брама, за допомогою якого почали в рамках секретної програми подорожі до інших планет, де знаходилися інші Брами. На додачу до різноманітного інопланетного життя, франшиза описує також велику кількість інших людських суспільств, розкиданих по всьому Всесвіту іншопланетянами в минулому. Всі випущені серіали об'єднує спадок цивілізації Древніх, які дотепер перейшли на вищий рівень існування. З практичних міркувань телевізійних постановок, майже всі з іншопланетних культур говорять англійською мовою. Через часові обмеження їх детальне дослідження і вивчення мови лишається поза кадром.
«Зоряна брама» пояснює появу людей на інших планетах галактики Чумацький Шлях діями раси ґоа'улдів, котрі переселяли людей з Землі на інші планети для рабської праці. Деякі з цих позаземних людських цивілізацій з часом стали більш технологічно просунутими, ніж Земля. Людське населення галактики Пегас в «Зоряна брама: Атлантида» показане результатом експериментів Древніх. Існує також велике число людей в галактиці Орай, але представники раси Орай навмисне тримали його на порівняно низькому рівні розвитку.

## Основні елементи

### Зоряні брами
Зоряні брами (англ. Stargate) — це пристрої у формі кільця, початково створені Древніми, призначені для швидкого переміщення між планетами. Брами утворюють систему, яка поєднує планети галактики Чумацький Шлях, а також кількох інших галактик.
На Землі Зоряну браму було знайдено в Єгипті в 1928 році, але довгий час принцип її дії залишався невідомим. Не рахуючи випадкової активації, Зоряну браму вдалося використати тільки в 1997 році, коли вчений Денієл Джексон зумів розшифрувати адресу іншої Брами, що знаходилася на планеті Абідос. Відтоді земляни відкрили цілу мережу Зоряних брам, якою користувалися також інші цивілізації, зокрема, більшою мірою, ґоа'улди.
В 1998 році в Антарктиді випадково було виявлено другу Браму, яка згодом була втрачена.

### Командний центр Зоряної брами

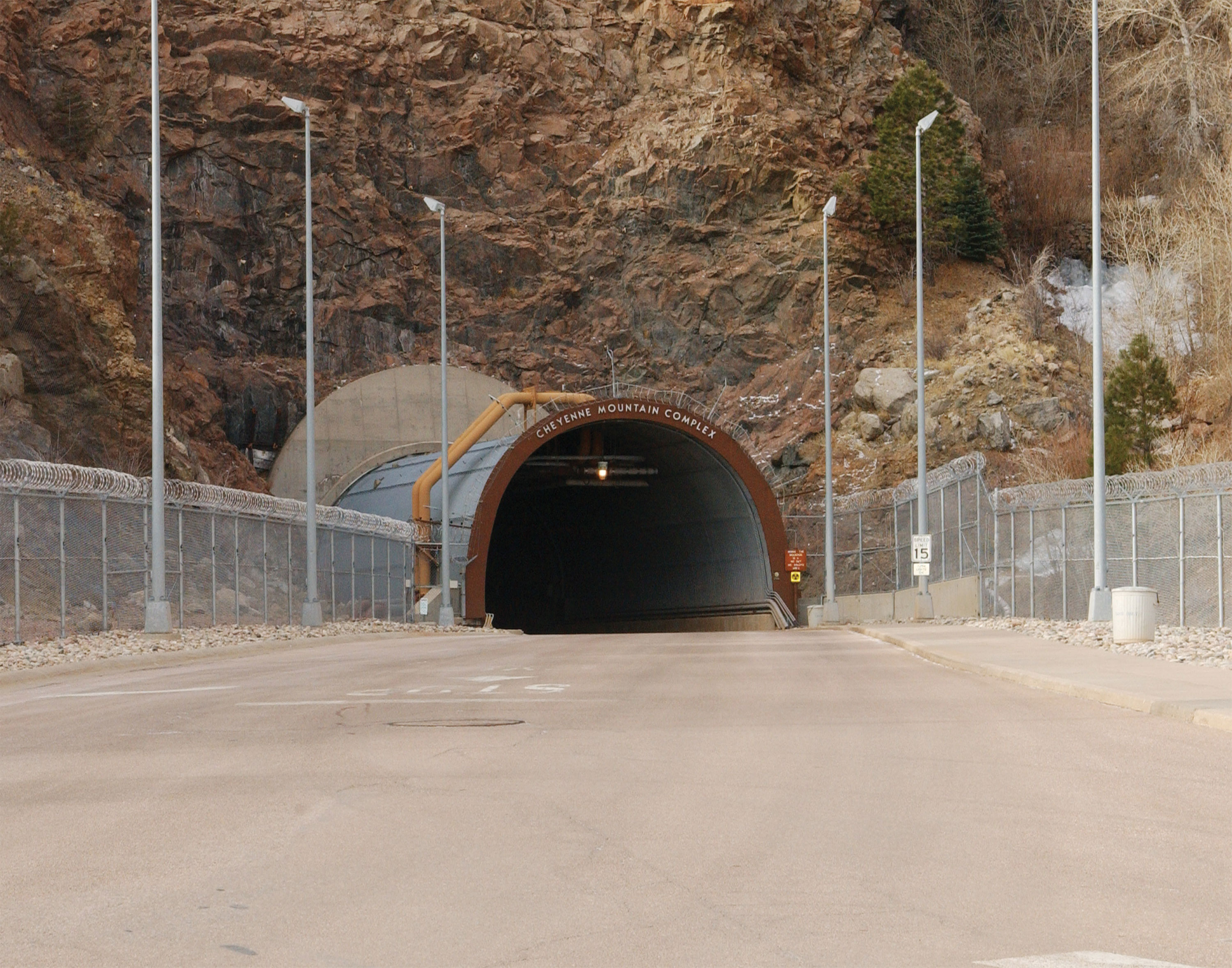
Вхід в SGC

Земна Зоряна брама знаходиться у Командному центрі Зоряної брами, Stargate Command (скорочено SGC), на території комплексу Cheyenne Mountain в Колорадо. SGC крім того є окремою надсекретною військовою організацією ВПС США. База SGC являє собою 28-ирівневий комплекс під горою Шаєнн, основна функція якого полягає в забезпеченні безпеки Землі від іншопланетних загроз і дослідженні інших планет.
Крім земної, існують ще три постійні станції на інших планетах: база Альфа, створена на випадок захоплення Землі, база Бета, база Гамма (втрачена) та «Ікар» (втрачена).

### Цивілізації та раси

#### Чумацький Шлях
- Атоніеки — про цих істот відомо тільки за їхнім винаходом — браслетами, що дозволяють людям ставати сильнішими. Оскільки на ток'ра вони не діяли, випробуванням займалися люди і з'ясували, що ефект досягався через вірус, проти якого скоро вироблявся імунітет[1].
- Істоти зі сфери — зникла раса, що існувала сотні тисяч років тому. По собі вона залишила сферу, яка мала відродити расу, потрапивши у підходящі умови. Ці істоти чи їхні технології проявляли себе як сині світні лінії на поверхнях об'єктів[2].
- Водна форма життя — форма життя з епізоду «Водна брама», що може існувати в формі рідини і газу. Вони були виявлені членами російської програми Зоряних брам, коли проба води з їх планети була доставлена на Землю[3].
- Гадміри — цивілізація, біологія якої заснована на сірководні. До виявлення землянами зникла через невідомий катаклізм, але послала автоматизований корабель для пошуку і терраформінгу підходящої планети, щоб там відродити своє суспільство. Зовні подібні на прямоходячих ящерів[4].
- Ґоа'улди — раса розумних паразитів, зовнішність представників якої нагадує змію. Ці істоти здатні проникати в тіла багатьох інших розумних істот чи великих тварин, отримуючи контроль над захопленим організмом. Люди є для них найбільш підходящим видом. Згідно з сюжетом фільму «Зоряна брама» і серіалу «Зоряна брама: SG-1», боги стародавніх цивілізацій насправді були ґоа'улдами, які спеціально видавали себе за богів на Землі та інших планетах задля утримання влади[5].
  - Джаффа — генетично змінені люди, тисячі років тому забрані ґоа'улдами з Землі. Мають в животі спеціальну порожнину, в якій містяться личинки ґоа'улдів, без яких джаффа швидко помирають. Джаффа в основному використовуються як воїни і інкубатори личинок.
  - Ток'Ра — фізіологічно вони подібні до ґоа'улдів і так само використовують людей як носіїв, але поділяють контроль над тілом людини, не захоплюючи його повністю. Борються проти ґоа'улдів, що ведуть загарбницькі війни і захоплюють інші раси в рабство.
  - Кулл-воїни — створений ґоа'улдом Анубісом вид людиноподібних бійців, симбіонти яких мали очищену пам'ять, щоб бути більш відданими Анубісу, ніж джаффа. Будучи більш стійкими, вони, однак, мали дуже короткий термін життя[6].
- Духи — людиноподібна раса з подобою зябер на обличчі, що опікувалася нащадками земних індіанців[7].
- Єдність — кристалічна форма життя, постраждала від ґоа'улдів. Може створювати автономні копії того, хто торкнеться до кристалів[8].
- Істота — мисляча комп'ютерна програма, що захопила управління SGC, а потім тіло Саманти Картер. Рідна планета показана повністю покритою механізмами[9].
- «Корабельні» іншопланетяни[10] — достеменно невідомо що це вид. Земний корабель «Прометей» стикнувся з їхнім кораблем в аномальній туманності, де іншопланетяни викрали весь екіпаж «Прометея» до себе на борт, крім Саманти Картер[11].
- Люди — одна з найпоширеніших рас Чумацького Шляху через використання їх ґоа'улдами як носіїв і рабів. Нинішні люди є другим видом, що має таку форму, першими були Древні. Початково люди виникли і розвинулися на Землі (тау'рі), та за тисячоліття декотрі переселені ґоа'улдами перевершили землян в технологічному розвитку. Так, наприклад, толлани будували власні Зоряні брами, а ашени продовжували термін життя до кількох сотень років.
- Народ з PJ2-445 — зовні схожі на людей істоти, що живуть примітивними племенами. Як вдалося з'ясувати команді SG-1, вони знаходяться в симбіозі з місцевою рослиною і чутливі до низькочастотного звуку, який та видає[12].
- Нокси — миролюбні людиноподібні істоти, що справляють враження примітивних племен. Насправді ж володіють дуже розвиненими технологіями, які, так само як і своє існування, приховують. Їхні моральні принципи диктують дотримуватися нейтралітету і не використовувати силу для вирішення проблем[13].
- Омейокан — з'являлися людям як гіганти, складені з диму. Можливо, насправді є ферлінгами. Їх архітектура, мова і імена говорять про те, що вони бували на Землі[14].
- Ораніани — гуманоїди, що мають коричневу шкіру і довгі відростки на голові. Входять до Люшианського союзу. В серіалі «Зоряна брама SG-1» фігурують двоє ораніанів: Тенат і Джуп[15].
- Реоли — майже знищена ґоа'улдами гуманоїдна раса, котра має природну здатність маскуватися завдяки виділенню секрету, що викликає фальшиві спогади. Аналог їхнього секрету пізніше використовувався ток'ра і людьми[16].
- Ріту — комахоподібні істоти заввишки з людину, екстремісти з числа котрих намагалися боротися з ґоа'улдами, знищуючи їхніх потенційних носіїв — людей. Ріту непомітні в видимому спектрі і мають великі досягнення в генній інженерії, наприклад, вони створили хлопчика-посланця для спілкування з землянами[17].
- Серракіни — високорозвинені гуманоїди зі щитками на тілі, котрі створили з однією з людських цивілізацій Гібриданську коаліцію. Здатні до схрещення з людьми. На своїх планетах не мали Зоряних брам, тому їх існування довго лишалося для решти цивілізацій невідомим[18].
- Страготи — кремезні прямоходячі істоти, які володіють технологіями, що дозволяють їм набути вигляду будь-кого, просканованого спеціальним пристроєм. Їм навіть тимчасово вдалося захопити SGC[19].
- Унаси — примітивні гуманоїдні рептилії, перші носії ґоа'улдів. Живуть племенами, деякі досі використовуються ґоа'улдами як носії та раби за силу і витривалість[20].
- Оани — довгоживучі технологічно розвинені амфібії, які кілька тисячоліть тому бували на Землі[21].
- Ферлінги — високорозвинена раса, про яку майже нічого не відомо, хоч зустрічалися їхні технології та писемність[22][23]. В фантазіях SG-1 з епізоду «Двісті» показані пухнастими прямоходячими істотами, подібними на коал.

#### Пегас
- Асурани — штучні істоти, що складаються з нанороботів. Були створені Древніми як зброя, що зрештою стало перепоною для розвитку асуранів. Володіючи всіма досягненнями техніки Древніх, вони ненавиділи своїх творців і людей[24].
- Рейфи — вид гуманоїдів, що виник внаслідок змішання ДНК людей та місцевих комах і перейняв від останніх кастову структуру суспільства. Рейфи, як і предки-комахи, харчуються життєвою силою інших істот, особливо людей. Рейфи можуть споживати звичайну їжу, але вона не дає їм енергії. Технології рейфів засновані на органіці, в тому числі космічні кораблі[25].
- Сікарі — високорозвинена вимерла раса на основі кремнію. Зовні нагадували гуманоїдів з блискучою, майже дзеркальною шкірою. Перед вимиранням створили кілька пристроїв, що містили інформацію про всі досягнення своєї раси й біологічні зародки для відтворення свого народу, які розіслали на різні планети. Один з таких пристроїв було знайдено людьми з Атлантиди і відправлено на підходящу для них планету[26].
- Мислячий туман — форми життя у вигляді туману, що містять в собі багато енергії. Здатні вселятися в мозок людей і показувати жертвам ілюзорні світи[27].
- Іншопланетяни з паралельного світу — невідома агресивна раса з епізоду «Багатоликий Дедал». Зовні виглядають як великі винятково живучі гуманоїди-кіборги з сірою шкірою[28].

#### Інші галактики
- Асгарди — дружня високорозвинена раса, яка часто відвідує Землю для дослідження людей і взяла людство під захист. Виглядають як стереотипні «сірі», хоч їхні предки нагадували людей. Видавали себе за богів скандинавської міфології, проте на відміну від ґоа'улдів, ніколи не змушували поклонятися собі. Асгарди не можуть розмножуватися статевим шляхом, але здатні переносити свою свідомість в нові клоновані тіла. Внаслідок тисячоліть такої практики асгарди стали вироджуватися і врешті здійснили масове самогубство, передавши перед цим всі свої знання людям[29].
  - «Темні» Асгарди — колонія асгардів, яка сховалася в галактиці Пегас і довгий час ніяк себе не проявляла, поки люди не знайшли пристрій Древніх, який дозволив би їм безперешкодно подорожувати галактикою[30].
- Древні — найдавніша з відомих і найбільш високорозвинена раса. Древні були першими істотами, які мали вигляд сучасних людей, і вірили, що Всесвіт можна пізнати через науку. Найвідомішим їхнім досягненням є Зоряні брами. Сучасні люди з'явилися як наслідок плану Древніх заново заселити галактику після чуми, що вразила їхню цивілізацію. На даний момент всі Древні вознеслися — перейшли на вищий рівень існування, і не втручаються в справи менш розвинених істот[31].
- Орай — одна з гілок розвитку Древніх, представники якої вірили в релігійне пізнання Всесвіту. З часом Орай вознеслися і відкрили, що можуть черпати нові сили від поклоніння їм, для чого вигадали релігію Походження та стали силою навертати в неї людей. На даний час всі вони «погашені» зброєю Древніх[32].
- Реплікатори — самовідтворювані машин, що складаються з окремих однакових елементів чи нанороботів. Подібні реплікатори існували в Чумацькому Шляху і рідній галактиці асгардів.
- Накаї — перша іншопланетна раса, з якою віч-на-віч зіткнулися люди, котрі потрапили на корабель Древніх «Доля». Виглядають як сині гуманоїди, на обличчі мають пару вусиків. Накаї давно зацікавилися «Долею» і помістили на неї маячок. При контакті з людьми проявили себе агресивно, напавши на корабель і викравши двох людей.
- Урсіні — невеликі гуманоїдні іншопланетяни, яких екіпаж «Долі» вперше зустрів на кораблі-установнику Зоряних брам. Урсіні здатні до тривалої сплячки у спеціальних камерах. Співпрацювали з людьми і пожертвували собою, щоб вберегти людей від бойових дронів.
- Творці планет — раса, про яку відомо лише те, що вона створила цілу планетну систему, відсутню на картах, що складається з жовтого карлика і землеподібної планети. Єдиним слідом їх активності є 600-метровий обеліск невідомого призначення. Крім того люди, що залишилися на планеті, після свого загадкового повернення на «Долю», вважали, що саме творці планет перенесли їх туди.
- Творці дронів — про цю цивілізацію відомо лише зі слів урсіні, які вважали, що вона давно вимерла, а створені ними дрони продовжують виконання бойового завдання.